# Статале Мантована (Милано)
Статале Мантована је насеље у Италији у округу Милано, региону Ломбардија.
Према процени из 2011. у насељу је живело 25 становника. Насеље се налази на надморској висини од 67 м.